# ハンヌ・シートネン
ハンヌ・シートネン（Hannu Siitonen、1949年3月18日 - ）は、フィンランドの陸上競技選手。1976年モントリオールオリンピックの銀メダリストである。キュミ州パリッカラ（現在の南カルヤラ県パリッカラ）出身。

## 経歴
シートネンは、1971年ヨーロッパ選手権に出場。最初の大きな国際大会となったこの大会において、やり投で80mを超える投てきを2本揃えて83m84で4位に入賞を果たす。3位となった東ドイツのヴォルフガング・ハニッシュとは38cm差であった。ハニッシュはこの1投が唯一の80mの投てきであった。
翌年の1972年ミュンヘンオリンピックではさらに不運な結果に終わる。決勝では、西ドイツのクラウス・ヴォルファーマンとソ連のヤーニス・ルーシスの2人が90mを超えそれぞれ金銀を獲得。銅メダルを目指して、アメリカのウィリアム・シュミットと争ったが、シートネンは1投目の84m32以外はすべてファールとなり、結局シュミットに10cm及ばず前年のヨーロッパ選手権と同じ4位となる。
シートネンは、1974年のローマで開催されたヨーロッパ選手権では、89m58で、前回銅メダルを争った東ドイツのハニッシュに約4mの差をつけ、金メダルを獲得。大きな国際大会で初めての優勝を果たした。
現役最後の年となった1976年には、モントリオールオリンピックに出場。大会では、ハンガリーのミクローシュ・ネーメトが1投目から94m58の世界新記録を記録し1人飛び抜けたものの、シートネンも1投目に87m92を投げ、3位のルーマニアのゲオルゲ・メゲレアら、追い上げるほかの選手を押さえ、銀メダルを獲得した。

## 自己ベスト
- やり投 - 93m90 (1973年)

## 主な実績
| 年   | 大会                 | 場所                     | 種目   | 結果 | 記録  |
| ---- | -------------------- | ------------------------ | ------ | ---- | ----- |
| 1971 | ヨーロッパ陸上選手権 | ヘルシンキ(フィンランド) | やり投 | 4位  | 83m84 |
| 1972 | オリンピック         | ミュンヘン(西ドイツ)     | やり投 | 4位  | 84m32 |
| 1974 | ヨーロッパ陸上選手権 | ローマ(イタリア)         | やり投 | 1位  | 89m58 |
| 1976 | オリンピック         | モントリオール(カナダ)   | やり投 | 2位  | 87m92 |